# Silenced
Pour plus de détails, voir Fiche technique et Distribution.
Silenced (hangeul : 도가니 ; RR : Dogani ; MR : Togani ; litt. « creuset ») est un film de procès sud-coréen réalisé par Hwang Dong-hyeok et sorti en 2011.
Il s'agit de l'adaptation du roman Les Enfants du silence (도가니) de Gong Ji-young, inspiré d'un fait réel sur l'abus sexuel de masse des enfants sourds à l'école de Gwangju Inhwa à Gwangju,,.

## Synopsis
Gang In-ho est le nouveau professeur des arts à l'université de Benevolence situé dans la ville fictive de Mujin dans le Jeolla du Nord. Hanté par le passé, sa femme est décédée un an auparavant et sa jeune fille est élevée par sa mère. Gang In-ho est engagé pour enseigner aux élèves sourds, mais découvre, plus tard, un sombre secret entre les étudiants et plusieurs enseignants : il décide alors d'aider les enfants avec une militante du groupe de défense des droits de l'Homme.

## Fiche technique
Sauf indication contraire ou complémentaire, les informations mentionnées dans cette section peuvent être confirmées par la base de données de KMDb
- Titre original : 도가니
- Titre international : Silenced
- Réalisation : Hwang Dong-hyeok
- Scénario : Hwang Dong-hyeok, d'après le roman Les enfants du silence (도가니, 2009) de Gong Ji-young[1]
- Musique : Mowg
- Décors : Chae Kyung-seon
- Costumes : Lim Seung-hee
- Photographie : Kim Ji-yong
- Son : Han Myeong-hwan et Lee Seung-cheol
- Montage : Ham Seong-won
- Production : Eom Yong-hoon et Na Byeong-jeon
  - Production déléguée : Kim Jung-ah
  - Production exclusive : Bae Jeong-min
- Sociétés de production : Fantagio Pictures, en coproduction avec Samgeori Pictures[3]
- Société de distribution : CJ Entertainment
- Pays de production :  Corée du Sud
- Langue originale : coréen, langue des signes coréenne
- Format : couleur — 2.35:1
- Genre : drame psychologique, thriller
- Durée : 125 minutes
- Dates de sortie :
  - Corée du Sud : 22 septembre 2011[5]
  - France : 3 novembre 2012 (Festival du film coréen à Paris)[6]
  - Monde : 3 novembre 2021 (Netflix)[7]

## Distribution
- Gong Yoo : Kang In-ho, enseignant[3]
- Jung Yu-mi : Seo Yoo-jin, militante de droits de l'Homme[3]
- Kim Hyun-soo (en) : Kim Yeon-doo
- Jung In-seo (en) : Jin Yoo-ri
- Baek Su-ho (en) : Jeon Min-soo
- Jang Gwang (en) : Lee Kang-bok, professeur principal / Lee Kang-Seok, proviseur
- Kim Min-sang (ko) : Park Bo-hyeon, professeur
- Lim Hyun-sung (ko) : Yeong-hoon, collègue de Seo Yoo-jin
- Kim Joo-ryoung : Yoon Ja-ae, psychothérapeute
- Um Hyo-sup (en) : l'inspecteur Jang
- Kim Ji-yeong (en) : la mère de Kang In-ho
- Jeon Gook-hwan (ko) : Hwang U-shik, avocat de l'accusation
- Choi Jin-ho (en) : l'avocat de la défense
- Kwon Yoo-jin : le juge
- Park Hye-jin (ko) : l'épouse de Lee Kang-seok
- Kim Ji-yeon (en) : Sol-i, fille de Kang In-ho
- Uhm Ji-sung (ko) : Yeong-soo, frère cadet de Jeon Min-soo
- Lee Sang-hee : Lee, mécanicien
- Nam Myeong-ryeol (en) : Kim Jeong-woo, professeur et mentor de In-ho
- Jang So-yeon (en) : l'interprète de langue de signes
- Hong Seok-yeon (ko) : Oh Jeong-soo, concierge

## Production

### Genèse et développement
Le 30 juin 2009, la romancière Gong Ji-young publie son nouveau roman Les Enfants du silence (도가니), qui s'inspire des faits réels sur la maltraitance survenue dans une école spécialisée pour les enfants sourds à Gwangju (Jeolla du Sud). Par pur hasard, Gong Yoo, alors sergent au service militaire, en ces temps-là, a lu ce livre, cadeau offert par son commandant.

« J'ai lu le roman et j'ai demandé à l'écrivaine Gong Ji-young, par l'intermédiaire d'une connaissance, si le roman pouvait être adapté au cinéma. J'ai lu le roman dans l'armée et je me suis dit que si jamais il est adapté au cinéma, je dois absolument y apparaître quoi qu'il arrive. »

— Gong Yoo
À la mi-janvier 2010, N.O.A Entertainment, y intégré Gong Yoo, Jeon Do-yeon, Ha Jeong-woo et Gong Hyo-jin, acquiert les droits d'adaptation et le scénario est en cours.

« J'ai eu le cœur brisé en écrivant ce roman, mais, après sa publication, les victimes ont retrouvé l'esprit plus serein, ce qui prouve un travail enrichissant. J'espère que le film Silenced sera bien réalisé et qu'il sera d'un grand soutien. »

— Gong Ji-young, ayant accepté l'adaptation de son roman au grand écran.
Il est cependant produit par N.O.A Entertainment, en coproduction avec Samgeori Pictures.
Fin juin 2011, N.O.A Entertainment devient Fantagio,

### Attribution des rôles
|  |

Début janvier 2011, selon leur agence N.O.A Entertainment, les acteurs Gong Yoo et Jung Yu-mi sont choisis pour les rôles principaux, d'un enseignant et d'une militante de droits de l'Homme.

### Tournage
Le tournage débute en février 2011,. Il a lieu à Incheon (Gyeonggi) pour le quartier de Geumchang-dong dans l'arrondissement de Dong, ainsi qu'à Eulwang-ri, à Songdo, puis le quartier de Dohwa dans l'arrondissement de Michuhol, et dans la ville portuaire Yeosu (Jeolla du Sud) pour donner décors à la ville fictive Mujin,.
Il prend fin le 8 mai 2011, à Daejeon (Chungcheong du Sud).

## Accueil

### Sortie et festival
Silenced sort le 22 septembre 2011 en Corée du Sud.
En France, il est sélectionné, le 3 novembre 2012, dans la section « Paysage » du Festival du film coréen à Paris.

### Box-office
| Pays ou région | Box-office        | Date d'arrêt du box-office | Nombre de semaines |
| -------------- | ----------------- | -------------------------- | ------------------ |
| Corée du Sud   | 4 672 865 entrées | 27 novembre 2011           | 11                 |

Silenced s'est déjà classé à la cinquième place au box-office en Corée du Sud, attirant plus de 90 000 spectateurs grâce à des avant-premières payantes avant sa sortie.
Au premier jour de sa sortie, le film attire plus de 125 570 spectateurs en Corée du Sud, et se classe à la première place du box-office « Premier jour ». Il devient vite un succès au box-office, dépassant le million en cinq jours, 2 millions en dix jours, 3 millions en treize jours, puis 4 millions en vingt jours, descendant à la deuxième place au box-office.

## Distinctions

### Récompenses
- Blue Dragon Film Awards 2011 :
  - Meilleur musique pour Mowg
  - Prix de la star populaire
- Udine Far East Film Festival 2012 :
  - Prix du public pour Hwang Dong-hyuk
  - Prix Dragon noir du public pour Hwang Dong-hyuk

### Nominations
- Blue Dragon Film Awards 2011 :
  - Meilleur film
  - Meilleur réalisateur, Hwang Dong-hyeok
  - Meilleur acteur pour Gong Yoo dans le rôle de Kang In-ho
  - Meilleure actrice pour Jung Yu-mi dans le rôle de Seo Yoo-jin
  - Meilleure acteur dans un second rôle pour Jang Gwang dans les rôles de Lee Kang-bok / Lee Kang-Seok
  - Meilleur scénario pour Hwang Dong-hyeok
- Baeksang Arts Awards 2012 : meilleur acteur pour Gong Yoo dans le rôle de Kang In-ho
- Grand Bell Awards 2012 :
  - Meilleur film
  - Meilleure actrice dans un second rôle pour Kim Hyeon-soo dans le rôle de Kim Yeon-doo

### Sélection
- Festival du Film Coréen à Paris 2012 : section « Paysage »[23]